# Friedrich Siegmund Voigt
Friedrich Siegmund Voigt (Gota, 1781 – Jena, 1850) foi um botânico e zoologista alemão.